# Corpo di spedizione italiano in Murmania
Il Corpo di spedizione italiano in Murmania fu un contingente militare italiano inviato nell'agosto 1918, all'interno di una spedizione alleata, nella regione della Murmania, nella Russia Settentrionale, per contrastare prima i tedeschi e poi i russi bolscevichi.

## Storia
In quell'agosto 1918, verso la fine della prima guerra mondiale, già nel trasferimento via mare tra Newcastle e Murmansk (dove arrivarono il 2 settembre) 15 soldati italiani morirono a causa dell'influenza spagnola.
Il Contingente italiano, comandato dal colonnello Sifola, era composto dal 4º battaglione del 67º reggimento fanteria, da una compagnia di complementi, dalla 389ª compagnia mitragliatrici, dalla 165ª Sezione Carabinieri Reali, e da un reparto del Genio, per un totale di circa 1.350 uomini.
Nelle operazioni verso il sud partecipò con valore anche la "Colonna Savoia", della forza di una compagnia, che, partita da Kola il 5 aprile 1919, giunse ad Ozosovero il 4 maggio, ed il 21 ebbe il ruolo principale nell'attacco di Medveja-Gora e di Povienetz contro i bolscevichi. In quel periodo nella regione di Vladivostok anche un altro Corpo di spedizione italiano combatté contro le truppe bolsceviche.
La missione terminò il 27 agosto 1919, e il corpo di spedizione fu richiamato in Italia dal Governo Nitti I.
Nel corso delle operazioni trovarono la morte 22 dei soldati italiani impiegati, le cui cause di morte furono così ripartite: malattia non meglio specificata (8 decessi), polmonite (6), epidemia influenzale (4), perforazione intestinale (1) e combattimento (3). 